# Matidia la Menor
Matidia la Menor o Mindia Matidia fue una dama romana del siglo II, miembro de la dinastía Antonina.

## Familia
Matidia fue hija de Lucio Mindio, un oscuro senador solo conocido por su hija, y de Matidia la Mayor, hija de Ulpia Marciana y sobrina del emperador Trajano. Por parte de madre, fue media hermana de Vibia Sabina, esposa de Adriano. En algunas inscripciones se la llama tía materna de Antonino Pío. A pesar de estos parentescos, no se sabe si estuvo casada.

## Disputa tras su muerte
A lo largo de su vida amasó una enorme fortuna, lo que atrajo una nube de aduladores y oportunistas, acrecentada por el hecho de que no tenía hijos, que la convencieron para que los incluyera en su testamento. Varios aprovecharon sus últimos días, en los que difícilmente estuvo consciente, para sellar los codicilos testamentarios que nunca habían sido sancionados. Esto ocasionó un grave trastorno a la administración de Marco Aurelio, pues los legados vulneraban la lex Falcidia que estipulaba el montante mínimo que recibía la familia de la testadora.